# Reformierte Kirche Brittnau

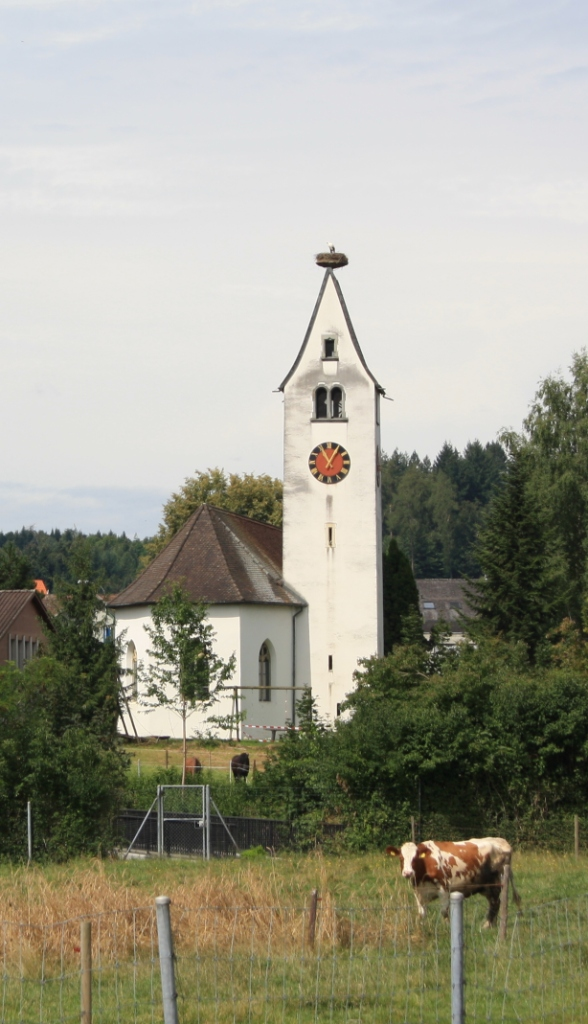
Kirche Brittnau mit Storchennest

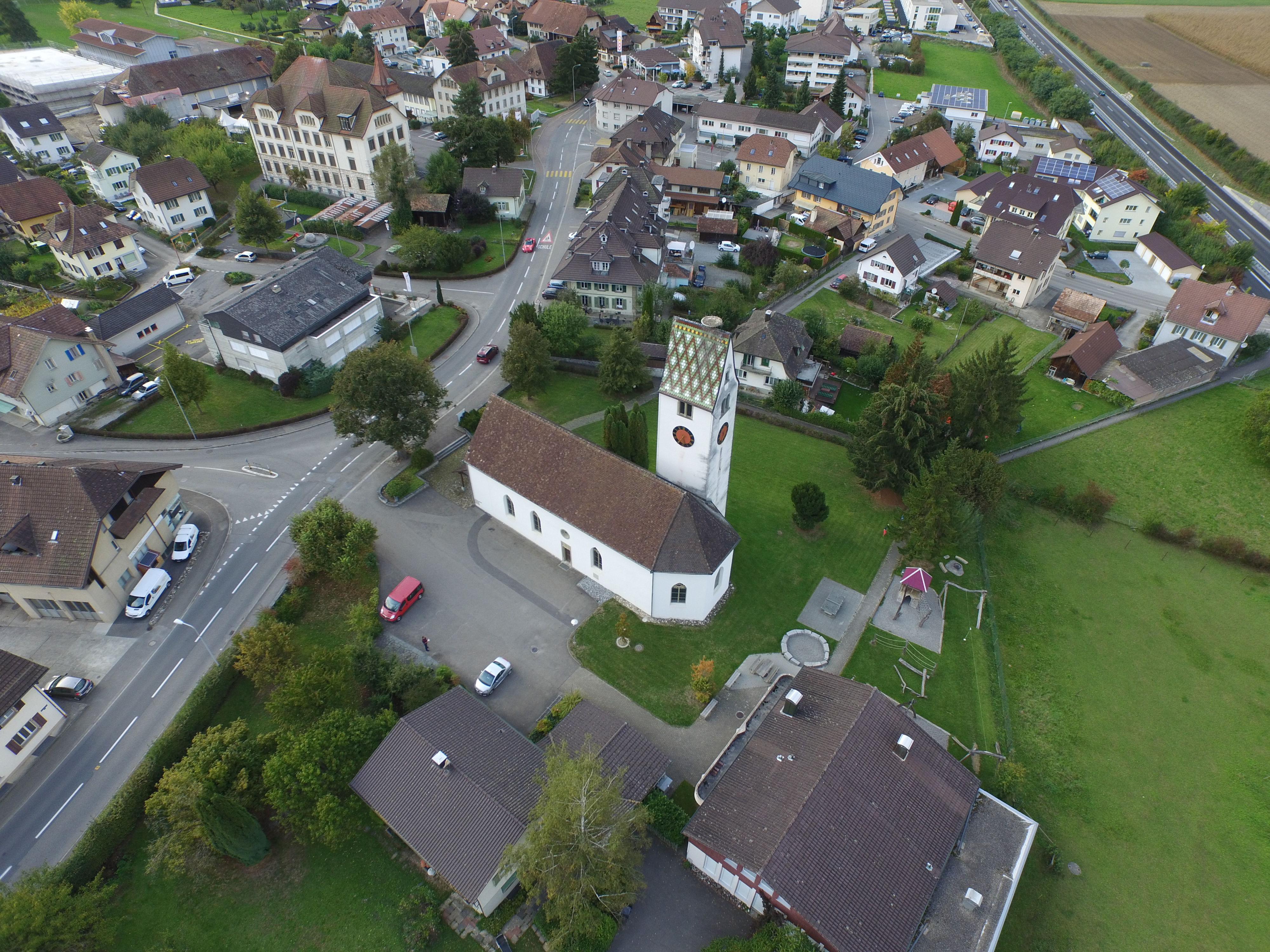
Luftaufnahme der Kirche Brittnau

Die reformierte Kirche Brittnau ist die reformierte Dorfkirche in der aargauischen Gemeinde Brittnau im Kanton Aargau.

## Geschichte
Grabungen anlässlich der Renovation von 1968 ergaben, dass die ältesten Teile der ursprünglichen Kirche aus dem 10. oder 11. Jahrhundert stammen. Die Kirche, vermutlich von den Frohburgern gestiftet, war der heiligen Verena geweiht und bestand aus einem trapezförmigen Saal mit einer Seitenlänge von 9,5 Metern und einer Breite von 5 bzw. 6 Metern. Im 12./13. Jahrhundert wurde das Kirchenschiff Richtung Westen erweitert und auf der Ostseite ein Chor angebaut, der aber bereits im 14. Jahrhundert durch einen grösseren ersetzt wurde. Der Dorfbrand vom 5. Juli 1547 zerstörte die Kirche bis auf einen kleinen Teil der Nordmauer.
Der Wiederaufbau dauerte mehrere Jahrzehnte und konnte erst 1585 mit der Fertigstellung des Kirchturms abgeschlossen werden. 1596 erwarben die Brittnauer von der Kirche Kulm eine Glocke. Die Kirche wurde 1641 umgebaut, wobei Schiff und Chor ihren heutigen Grundriss erhielten. Bei der Innen- und Aussenrenovation zwischen 1881 und 1884 und 1905/1906 wurde ein neugotischer Treppenvorbau errichtet, den man bei der Renovation 1968 wieder abbrach. Im Jahre 1960 wurden vier neue Glocken der Giesserei H. Rüetschi in Aarau in den Kirchturm aufgezogen.

## Gebäude
Die im spätgotischen Stil errichtete Kirche steht am Ostrand des Dorfkerns an der Langnauerstrasse. Die Wandflächen sind glatt verputzt, die Fenster weisen Spitzbögen auf. An das Langhaus schliesst sich ein dreiseitig geschlossener Chor an. Über dem südlichen Seiteneingang ist in Form eines Flachreliefs ein Berner Wappen angebracht. Der Kirchturm ist an die Nordseite des Chors angebaut und besitzt ein steil aufragendes Satteldach.
Der Chor ist um eine Stufe erhöht und vom Schiff durch einen Sandstein-Rundbogen getrennt, was bedeutet, dass man beim Neubau die vorreformatorische Grundrissform beibehielt. Die polygonale, aus Eichenholz geschnitzte Kanzel stammt aus dem Jahr 1641 und ist an der Ecke von linker Schiffwand und Rundbogen angebracht. Die Grabplatte der Verena von Büttikon am südlichen Chorbogenpfeiler trägt die Jahreszahl 1520. Aus demselben Jahr stammt eine Büttiker Wappenscheibe, 1702 kam eine weitere Wappenscheibe von Johann Rudolf Matthey, dem Landvogt von Aarburg, hinzu.
Die Orgel stammt aus dem Jahr 1956 von Orgelbau Rudolf Ziegler-Heberlein. Das Werk wurde 1968 auf die neue Empore versetzt und durch den Erbauer erweitert.

## Glocken
Im Kirchturm hängt in vierstimmiges Glockengeläut aus Bronze, das 1960 von der Glockengiesserei H. Rüetschi aus Aarau gegossen wurde (Größe aufsteigend):
| Glocke | Gewicht | Schlagton | Umschrift                                                                    |
| ------ | ------- | --------- | ---------------------------------------------------------------------------- |
| 1      | 0420 kg | b′        | «Siehe, ich verkündige euch große Freude» (Lukas 2, 10)                      |
| 2      | 0620 kg | as′       | «Nun aber ist Christus auferstanden von den Toten» (1. Korinther 15, 20)     |
| 3      | 1000 kg | f′        | «Gleich wie mich der Vater gesandt hat, so sende ich euch» (Johannes 20, 21) |
| 4      | 2100 kg | des′      | «Siehe ich mache alles neu» (Offenbarung 21, 5)                              |

## Nachweise
1. ↑  Brittnau – Reformierte Kirche – Orgel Verzeichnis – Orgelarchiv Schmidt.
2. ↑  Georg Boner / Kurt Buchmüller, Unsere Kirche. Geschichte, Bau und Entwicklung der Kirche Brittnau und ihre Bedeutung in Dorf und Gemeinde. Herausgegeben von der Kirchgemeinde Brittnau 1976 (PDF), S. 57

Koordinaten: 47° 15′ 31,7″ N, 7° 56′ 53″ O; CH1903: 638558 / 234336